# Ciclismo nos Jogos Olímpicos de Verão de 2024 - Estrada contra o relógio feminino
A prova de estrada contra o relógio feminino do ciclismo nos Jogos Olímpicos de Verão de 2024 ocorreu em 27 de julho de 2024 num percurso iniciado no Palácio dos Inválidos e finalizado na Ponte Alexandre III, em Paris. Um total de 35 ciclistas de 26 Comitês Olímpicos Nacionais (CON) participaram do evento.

## Qualificação
Um total de 35 vagas estavam disponíveis no contrarrelógio feminino. Todas as vagas foram atribuídas aos CONs, que selecionou as ciclistas a competir e alocadas prioritariamente através do Ranking Mundial da União Ciclística Internacional (UCI):
- Ranking Mundial da UCI: os 25 primeiros CONs qualificaram uma ciclista cada um;
- Campeonato Mundial de 2023: os 10 melhores CONs ainda não classificados ganharam uma vaga cada um.

## Formato
A prova contra o relógio é realizada de forma escalonada, com as ciclistas partindo uma a uma do ponto de largada em intervalos de um minuto e meio, com intervalos maiores entre grupos de ciclistas. O percurso de 32,4 km se iniciou na esplanada do Palácio dos Inválidos e passou pela Saint-Germain-des-Prés, Praça da Bastilha, Bosque e Castelo de Vincennes, Place de la Nation até retornar para Saint-Germain-des-Prés e finalizar na Ponte Alexandre III.

## Calendário
Horário local (UTC+2)
| Dia                 | Horário | Fase  |
| ------------------- | ------- | ----- |
| 27 de julho de 2024 | 14:30   | Final |

## Medalhistas
| Ouro   | AUS Grace Brown    |
| Prata  | GBR Anna Henderson |
| Bronze | USA Chloé Dygert   |

## Resultados
As ciclistas a completar o percurso de 32,4 km no menor tempo conquistam as medalhas.

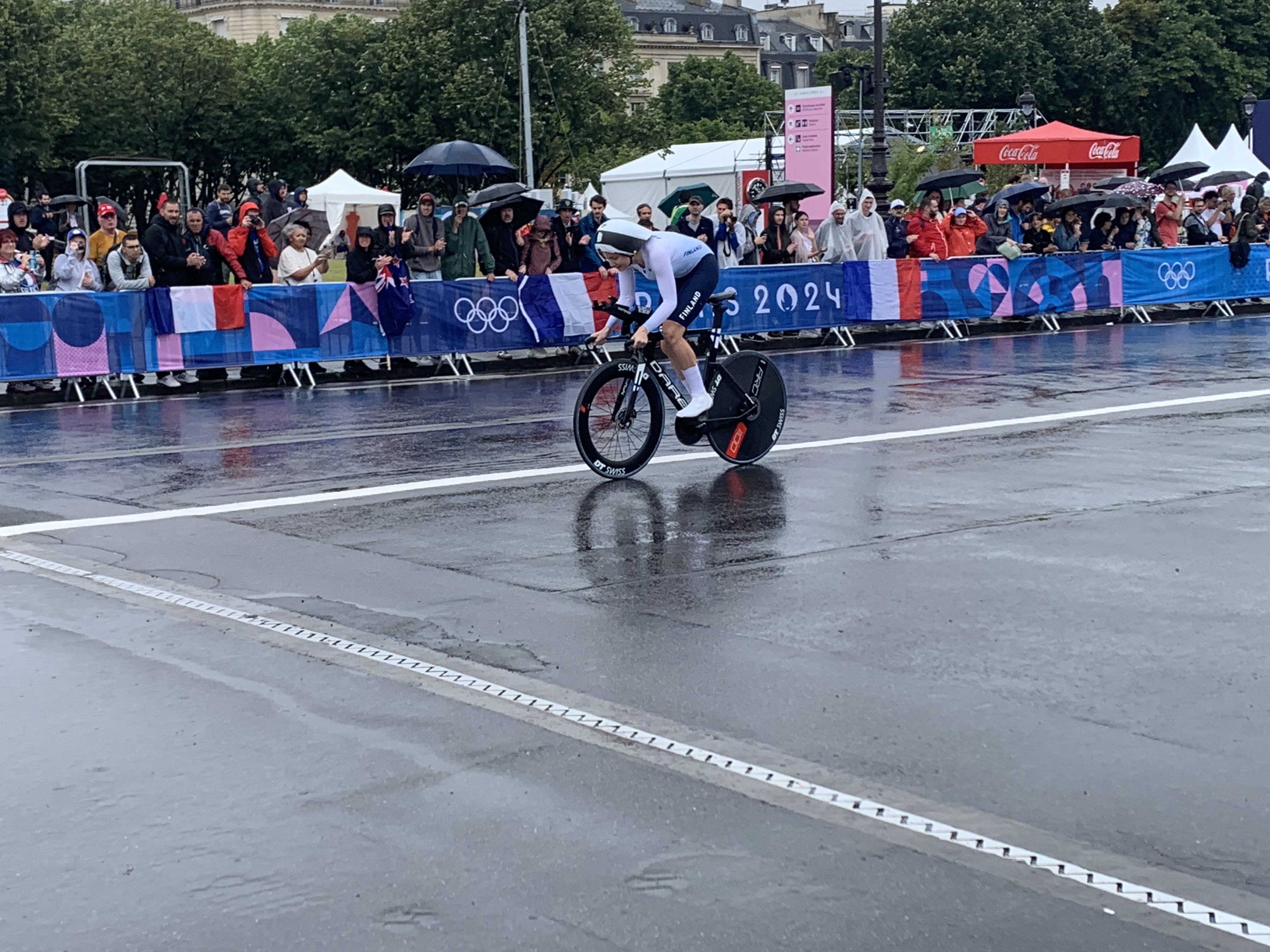
Anniina Ahtosalo durante a prova

| Pos.              | Bib | Ciclista                 | CON                             | Tempo    | Dif.     |
| ----------------- | --- | ------------------------ | ------------------------------- | -------- | -------- |
| Medalha de ouro   | 2   | Grace Brown              | AUS Austrália                   | 39:38.24 |          |
| Medalha de prata  | 4   | Anna Henderson           | GBR Grã-Bretanha                | 41:09.83 | +1:31.59 |
| Medalha de bronze | 1   | Chloé Dygert             | USA Estados Unidos              | 41:10.70 | +1:32.46 |
| 4                 | 6   | Juliette Labous          | FRA França                      | 41:19.90 | +1:41.66 |
| 5                 | 5   | Demi Vollering           | NED Países Baixos               | 41:29.80 | +1:51.56 |
| 6                 | 9   | Lotte Kopecky            | BEL Bélgica                     | 41:34.82 | +1:56.58 |
| 7                 | 21  | Kim Cadzow               | NZL Nova Zelândia               | 41:46.02 | +2:07.78 |
| 8                 | 8   | Elisa Longo Borghini     | ITA Itália                      | 41:49.32 | +2:11.08 |
| 9                 | 17  | Audrey Cordon-Ragot      | FRA França                      | 41:51.67 | +2:13.43 |
| 10                | 3   | Christina Schweinberger  | AUT Áustria                     | 41:52.02 | +2:13.78 |
| 11                | 15  | Ellen van Dijk           | NED Países Baixos               | 42:21.76 | +2:43.52 |
| 12                | 10  | Agnieszka Skalniak-Sójka | POL Polônia                     | 42:24.62 | +2:46.38 |
| 13                | 22  | Mieke Kröger             | GER Alemanha                    | 42:28.12 | +2:49.88 |
| 14                | 16  | Emma Norsgaard           | DEN Dinamarca                   | 42:33.59 | +2:55.35 |
| 15                | 13  | Antonia Niedermaier      | GER Alemanha                    | 42:53.79 | +3:15.55 |
| 16                | 26  | Eugenia Bujak            | SLO Eslovênia                   | 42:54.96 | +3:16.72 |
| 17                | 14  | Elena Hartmann           | SUI Suíça                       | 42:58.90 | +3:20.66 |
| 18                | 29  | Marta Lach               | POL Polônia                     | 43:03.43 | +3:25.19 |
| 19                | 28  | Taylor Knibb             | USA Estados Unidos              | 43:03.46 | +3:25.22 |
| 20                | 25  | Olivia Baril             | CAN Canadá                      | 43:03.58 | +3:25.34 |
| 21                | 23  | Tamara Dronova           | AIN Atletas Individuais Neutros | 43:42.16 | +4:03.92 |
| 22                | 19  | Mireia Benito            | ESP Espanha                     | 43:48.10 | +4:09.86 |
| 23                | 12  | Olga Zabelinskaya        | UZB Uzbequistão                 | 43:53.51 | +4:15.27 |
| 24                | 31  | Cecilie Uttrup Ludwig    | DEN Dinamarca                   | 44:10.93 | +4:32.69 |
| 25                | 7   | Nora Jenčušová           | SVK Eslováquia                  | 44:22.30 | +4:44.06 |
| 26                | 33  | Yulduz Hashimi           | AFG Afeganistão                 | 44:29.13 | +4:50.89 |
| 27                | 27  | Yuliia Biriukova         | UKR Ucrânia                     | 44:43.73 | +5:05.49 |
| 28                | 30  | Julia Kopecký            | CZE Chéquia                     | 44:53.75 | +5:15.51 |
| 29                | 32  | Hanna Tserakh            | AIN Atletas Individuais Neutros | 44:57.20 | +5:18.96 |
| 30                | 20  | Anniina Ahtosalo         | FIN Finlândia                   | 45:05.18 | +5:26.94 |
| 31                | 35  | Urša Pintar              | SLO Eslovênia                   | 45:07.15 | +5:28.91 |
| 32                | 34  | Tang Xin                 | CHN China                       | 45:59.44 | +6:21.20 |
| 33                | 11  | Anna Kiesenhofer         | AUT Áustria                     | 46:28.88 | +6:50.64 |
| 34                | 18  | Phetdarin Somrat         | THA Tailândia                   | 47:25.11 | +7:46.87 |
| 35                | 24  | Diane Ingabire           | RWA Ruanda                      | 48:05.24 | +8:27.00 |